# 霍利克-凱尼恩半島
68°35′S 63°50′W / 68.583°S 63.833°W
霍利克-凱尼恩半島（英語：Hollick-Kenyon Peninsula）是南極洲的半島，位於葛拉漢地的鮑曼海岸，處於南極半島，全長70公里，在1935年由美國的探險家發現和拍攝空中照片，現時由南極條約體系管理。